# 왕창 (우부풍)
왕창(王昌, ? ~ ?)은 전한 말기의 관료이다.

## 행적
건시 3년(기원전 30년), 남양태수에서 우부풍으로 승진하였으나 3년 후 면직되었다.

## 출전
- 반고, 《한서》 권19하 백관공경표 下

| 전임 양 | 전한의 우부풍 기원전 30년 ~ 기원전 27년 | 후임 왕상 |